# Ljubimaja zjensjjina mekhanika Gavrilova
Ljubimaja zjensjjina mekhanika Gavrilova (russisk: Любимая женщина механика Гаврилова) er en sovjetisk spillefilm fra 1981 af Pjotr Todorovskij.

## Medvirkende
- Ljudmila Gurtjenko som Margarita Solovjova
- Sergej Sjakurov som Lev Gavrilov
- Svetlana Ponomareva som Tanja
- Natalja Nazarova som Ljusja
- Jevgenij Jevstignejev